# Creuer Emden
|  | Per a altres significats, vegeu «Emden». |

El creuer lleuger de la Kriegsmarine Emden va ser l'únic vaixell de la seva classe. Fou també el tercer vaixell que portava el nom Emden i el primer vaixell de guerra construït a Alemanya després de la Primera Guerra Mundial.

## Construcció
Encarregat el 1921, la construcció es va retardar primer per les objeccions Aliades al disseny i més tard per la hiperinflació alemanya de l'any 1923. El disseny original va ser concebut amb vuit canons de 150 mm instal·lats en quatre torretes, convertint-lo en un dels creuers més avançats del seu temps. Però el Tractat de Versalles prohibia a Alemanya el desenvolupament de noves armes, incloent-hi torretes noves. Com la majoria de marines, la marina alemanya mai havia utilitzat torretes paral·leles per canons tan petits. Tots els dissenys previs eren per a canons de calibre 200 mm o major i eren massa pesants per a un creuer de 6000 tones tal com permetia el Tractat. Això va forçar un redisseny del vaixell que significà la instal·lació dels canons en vuit torretes individuals menys efectives, fent que l'Emden s'assemblés als seus predecessors de la Primera Guerra Mundial.

## Història de servei
El vaixell va ser llançat a la mar el 6 de gener de 1925 i entrà en servei el 15 d'octubre del mateix any.
Primerament fou utilitzat com a vaixell de pràctiques, fent diverses expedicions a l'Atlàntic, al Pacífic i al Mediterrani entre 1926 i 1939. Durant un temps i fins a la seva promoció a Capità i ser transferit a la 1a flota d'U-Boots, el vaixell Emden fou comandat per Karl Dönitz, qui va rememorar-ne les expedicions a la seva autobiografia, Memòries: deu anys i vint dies.
El 4 de setembre de 1939, just després de l'esclat de la Segona Guerra Mundial, el vaixell fou danyat durant un atac aeri de la RAF sobre Wilhelmshaven: un bombarder Bristol Blenheim va ser abatut per foc antiaeri i s'estavellà contra la proa de l'Emden, causant la baixa dels primers 9 mariners alemanys de la Segona Guerra Mundial. Curiosament el nom del pilot britànic que pilotava l'avió abatut era H. L. Emden.
Després de ser reparat, l'Emden participà en la col·locació de camps de mines durant bona part de 1939. Durant la invasió de Noruega (Operació Weserübung) l'Emden formà part del Kriegsschiffgruppe 5, encarregat de prendre Oslo. El vaixell insígnia del grup, el creuer pesant Blücher va ser enfonsat per la fortalesa costanera de Oscarsborg dins de l'Oslofjord i el creuer pesant Lützow (abans creuer Deutschland va ser greument danyat per un torpede disparat per un submarí britànic a la vora de la costa danesa durant el seu trajecte de retorn a Alemanya.